# Cordobilla de Lácara
Cordobilla de Lácara es un municipio español, perteneciente a la provincia de Badajoz (comunidad autónoma de Extremadura).

## Situación
Se sitúa en las estribaciones de la sierra de San Pedro, rodeado de dehesas y olivares, que proporcionan los principales medios de trabajo y economía a los habitantes de Cordobilla. Su término municipal limita con la provincia de Cáceres y el término de Mérida. Pertenece a la comarca de Tierra de Mérida - Vegas Bajas y al Partido judicial de Montijo.
Forma parte de la Mancomunidad del Lácara Norte, compuesta por las poblaciones de Carmonita, La Nava de Santiago, La Roca de la Sierra, Puebla de Obando y Cordobilla de Lácara.
Dista 44 km de Mérida. Los municipios más cercanos son La Nava de Santiago a 12 km y Carmonita a 9 km.

## Geografía
Cordobilla de Lácara se asienta en el margen derecho del río Lácara, afluente del río Guadiana. Al encontrarse en enclavada en un valle el acceso al municipio se realiza siempre desde zonas más altas. 
Es la unión geográfica de la sierra de San Pedro y la sierra de Montánchez, ambas pertenecientes a la Los Montes de Toledo. Esto hace que el territorio que la rodea sea exponénte máximo del bosque mediterráneo, donde abundan encinas, alcornoques, jaras, y monte bajo propio de las dehesas. 
Al sur discurre el río Lácara entre tierras fértiles, pastizales, olivares y dehesas. El norte lo componen las primeras estribaciones de la sierra de San Pedro, zona de gran belleza y difícil acceso. Y al este y oeste se extienden dehesas de encinas y alcornoques entre llanos y montes.
Este entorno permite un ecosistema rico en fauna y flora, diversificado desde la aparición de los pantanos, aportando nuevas especies naturales y vegetales antes inexistentes debido a su dependencia de abundante agua.
El clima occidental es muy marcado, con altas temperaturas en épocas estivales y abundancia de agua y bajas temperaturas en el otoño e invierno. Esto marca un paisaje cambiante a lo largo del año.
Abundan en estas grandes extensiones explotadas mediante dehesas las especies cinegéticas como el venado y el jabalí, así como otras protegidas que encuentran aquí su hábitat natural como son los buitres negros, águilas reales ibéricas e imperiales. 
A excepción de las zonas próximas al río, las tierras son poco productivas, principalmente arcillosas, lo que no permite una explotación intensiva de la agricultura.

## Economía
El sector agrario es el principal medio de sustento. La ganadería se centra en ovejas, cabras y cochinos. La producción agraria principalmente se basa en el aceite de oliva que se extrae de sus olivares, cereales y la explotación de las dehesas. Su riqueza forestal precede a su la industria del corcho y la del carbón de encina.
La producción de aceite gira en torno a la Sociedad Cooperativa Limita del Campo "El Lácara", la cual aglutina a la gran mayoría de productores de aceite de la localidad, en su gran mayoría pequeños propietarios de olivares. El aceite producido es de gran calidad, con premios de reconocido prestigio mundial. Así ha sido premiada como el mejor aceite ecológico virgen de Extremadura y ha quedado tercera como mejor aceite virgen ecológico de cooperativas de España en certamen celebrado en Córdoba. La asignatura pendiente no es la calidad del aceite que es inmejorable sino su comercialización y puesta en valor cuya problemática supera las capacidades de esta reseña.
La mayor parte de la producción de aceitunas que después serán transformadas en acite pertenecen a la variedad Verdial, la cual da el nombre comercial al aceite "Verdial Lácara".
Otra gran actividad económica de la zona es la "saca de corcho" que se realiza en la época estival. El corcho es producido por los numerosos alcornoques de las dehesas o bosque mediterráneo que bañan Cordobilla de Lácara. En los meses de verano se realiza la saca de corcho, que consiste en "desnudar" el árbol de su revestimiento exterior, esta corteza del alcornoque es el corcho en estado puro y cada árbol produce una saca cada seis o siete años. Tras su manufacturación tiene multitud de aplicaciones, una de las principales son los tapones de corcho para embotellar vino.
Los "sacaores" (terminología extremeña) son personas con un alto grado de especialización en esta labor, ya que requiere de gran destreza, fortaleza y maestría, y se alcanza el grado superior tras años de aprendizaje. En la actualidad es una labor en desuso en el resto de España, por lo que los "sacaores" extremeños, y muchos de la comarca de Cordobilla de Lácara salen en las fechas señaladas a dar sus servicios por toda la geografía de la península ibérica.
Extremadura es la principal productora de corcho de España debido a que es la región con más superficie de bosque mediterráneo de este tipo de Europa. El principal productor a nivel internacional es Portugal que es también el país que casi monopoliza la comercialización e industria de este producto natural y su valor añadido.
La actividad en sectores terciarios e industrial es mínima, aunque representan un número creciente en la población de la localidad.

## Etimología
El origen etimológico de Cordobilla de Lácara proviene del árabe, asociándose a los primeros asentamientos antes de la reconquista. Su nombre se asocia al de la ciudad de Córdoba, al igual que el pueblo más cercano (Carmonita a 11 kilómetros de distancia). Posteriormente fue reconquistada por la Orden de Santiago, y pasó a depender de Mérida, ciudad más próxima.
Si se supone su nacimiento al paso de musulmán por la península ibérica, estaría bajo el mandato de la capital (actual Badajoz) cuyo primer califa fue Ibn Marwan al-Chilliqui. En esta primera época el califato era muy independiente del poder de Córdoba, del cual pasó a formar parte años después.
Tras la desintegración del Califato, Badajoz fue capital de una de las taifas más grandes de la Península (independiente hacia 1022), la Taifa de Badajoz, jugando un importante papel como centro cultural en la época, principalmente durante el gobierno de los aftasíes.
El municipio se asienta junto al Río Lácara, de ahí el nombre del pueblo, afluente de río Guadiana.
Durante años prevaleció la idea de que Cordovilla se escribía con V debido a que se pensaba que la etimología provenía de Cordo y Villa.
Aún hoy es difícil saber cuál es el origen etimológico real, y en los últimos tiempos se cree más relacionado con su origen árabe y la ciudad andaluza de Córdoba. Aunque no hay documentos ni investigaciones que prueben ninguna de las dos teorías.

## Historia
A la caída del Antiguo Régimen Cordobilla se constituyó en municipio constitucional en la región de Extremadura. Desde 1834 quedó integrado en el Partido judicial de Mérida. En el censo de 1842 contaba con 99 hogares y 340 vecinos.
Hasta la reforma de la nomenclatura municipal de 1916 el municipio se llamaba simplemente Cordobilla. En dicha fecha su nombre fue modificado por el de Cordobilla de Lácara.

## Patrimonio

### Dólmenes
Próximo a Cordobilla se encuentra el Dolmen de Lácara. Es un monumento megalítico de grandes dimensiones fechado en el Calcolítico, muy bien conservado. Se encuentra en el término municipal de La Nava de Santiago, en el tramo de la comarcal EX-214 que une La Nava de Santiago con Aljucén en una dehesa ubicada entre encinas.

### Arquitectura tradicional

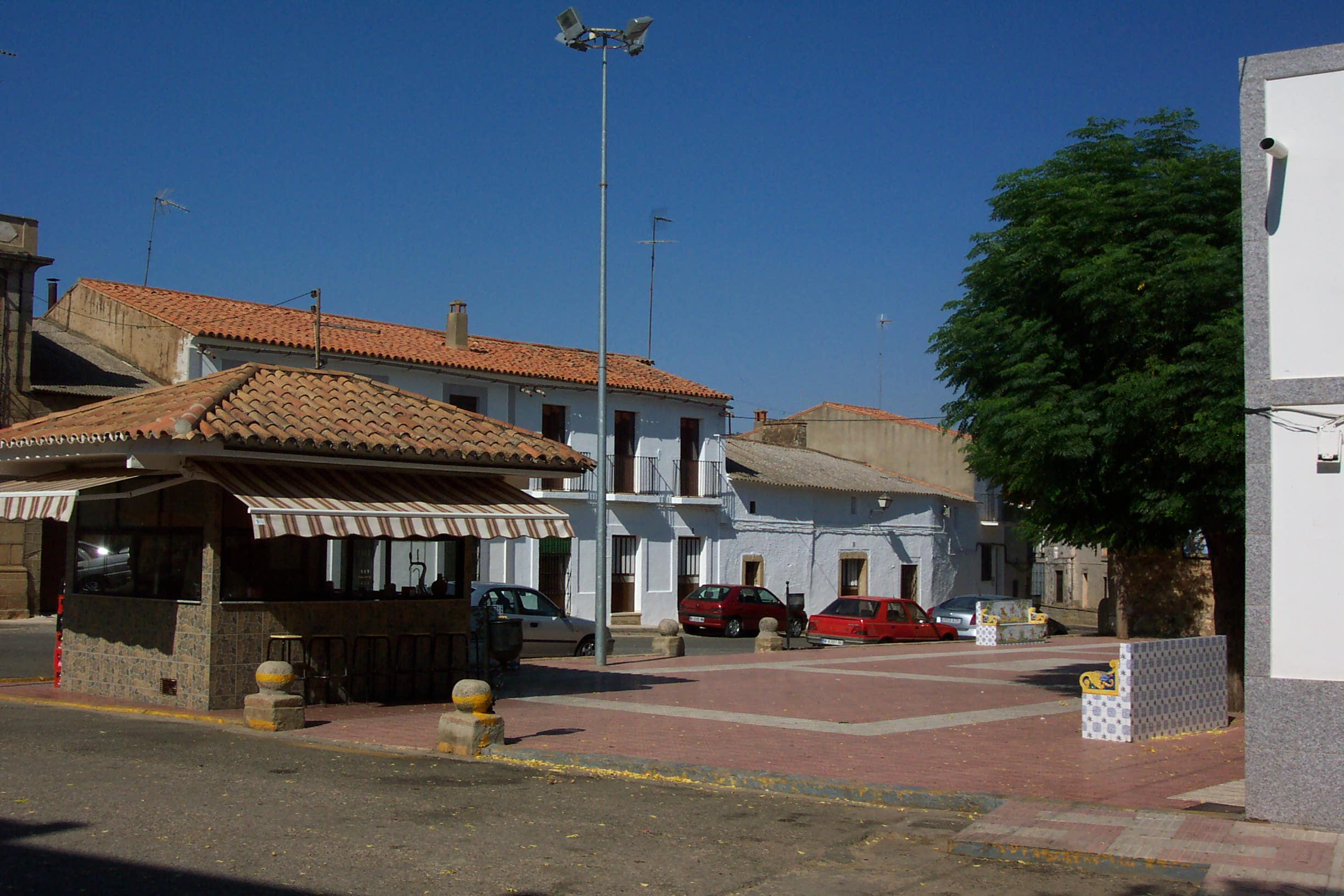
Una plaza en Cordobilla de Lácara.

Las casas del pueblo tradicionalmente han sido encaladas quedando un paisaje típico extremeño entre el blanco y el rojo de las tejas árabes.
La arquitectura tradicional está vinculada al entorno y la climatología de la zona, seca y calurosa en épocas estivales y fría y húmeda en el invierno y otoño. Así como a la economía de subsistencia de la época.
Las viviendas típicas se desarrollan en torno a un pasillo, generalmente empedrado para el paso del ganado hasta el corral o patio. Se localizan las estancias para dormir a ambos lados del pasillo si son casas enteras o a un solo lado si son medias. El pasillo acaba ensanchándose en un espacio dedicado a la cocina y estancia diurna iluminado por el patio contiguo. En esta estancia el elemento principal es la chimenea española en torno a la cual discurría la vida. En la parte última de la vivienda se sitúa el patio o corral ("corrá" en la terminología popular) el cual podía albergar además estancias para ganado. Las estancias nocturnas carecen de iluminación natural a excepción de las que dan a la calle.
Las viviendas más pequeñas solo disponen de una planta y algunas un doblado en su parte superior, que antiguamente era destinado al almacenaje de forraje y piensos para el ganado.
Solo algunas construcciones típicas superan las dos plantas con piso habitable en la 1.ª planta. En un término medio además encontramos espacios de otros usos como son bodegas, graneros y cuadras, y algunas residencias con cocinas no contiguas a la vivienda principal, sino entrono al patio. Muchas de las viviendas disponen de dos accesos, uno principal a las zonas vivideras y otro secundario (conocido como "puerta falsa") de acceso al patio, cuadra o pajar, muchas veces en calles distintas, y otras tantas en la misma.
La metodología de construcción se basa en muros portantes de piedra y adobe, con huecos verticales en la fachada principal, estos muros suelen ser medianerías compartidas entre las viviendas limítrofes. Las fachadas son blancas, usando métodos tradicionales de encalamiento. En general la arquitectura está carente de adornos supérfluos más allá de ciertos enrejados para los huecos. Los huecos tradicionales son siempre en proporciones verticales, incluso cuando son de pequeñas dimensiones por razones de aislamiento. Las cubiertas tradicionales son de teja de arcilla roja horneadas.
Urbanísticamente carece de plan de crecimiento alguno dada la antigüedad de los primeros asentamientos. Así originalmente el pueblo nacía en torno a la iglesia parroquial y continuaba en una calle ancha en paralelo al río Lácara. Las viviendas de formas desiguales en planta se entremezclan con corrales y espacios libres de edificación a modo de tapiz de retales.
Cabe destacar la buena conservación de portones y enrejados que le proporcionan un carácter tradicional al conjunto urbano.
Aún hoy se conservan pozos y pilas que en su día suminstraban de agua a los vecinos y ganado de Cordobilla. Destaca la Fuente del Madroñal.

### Iglesia de San Pedro

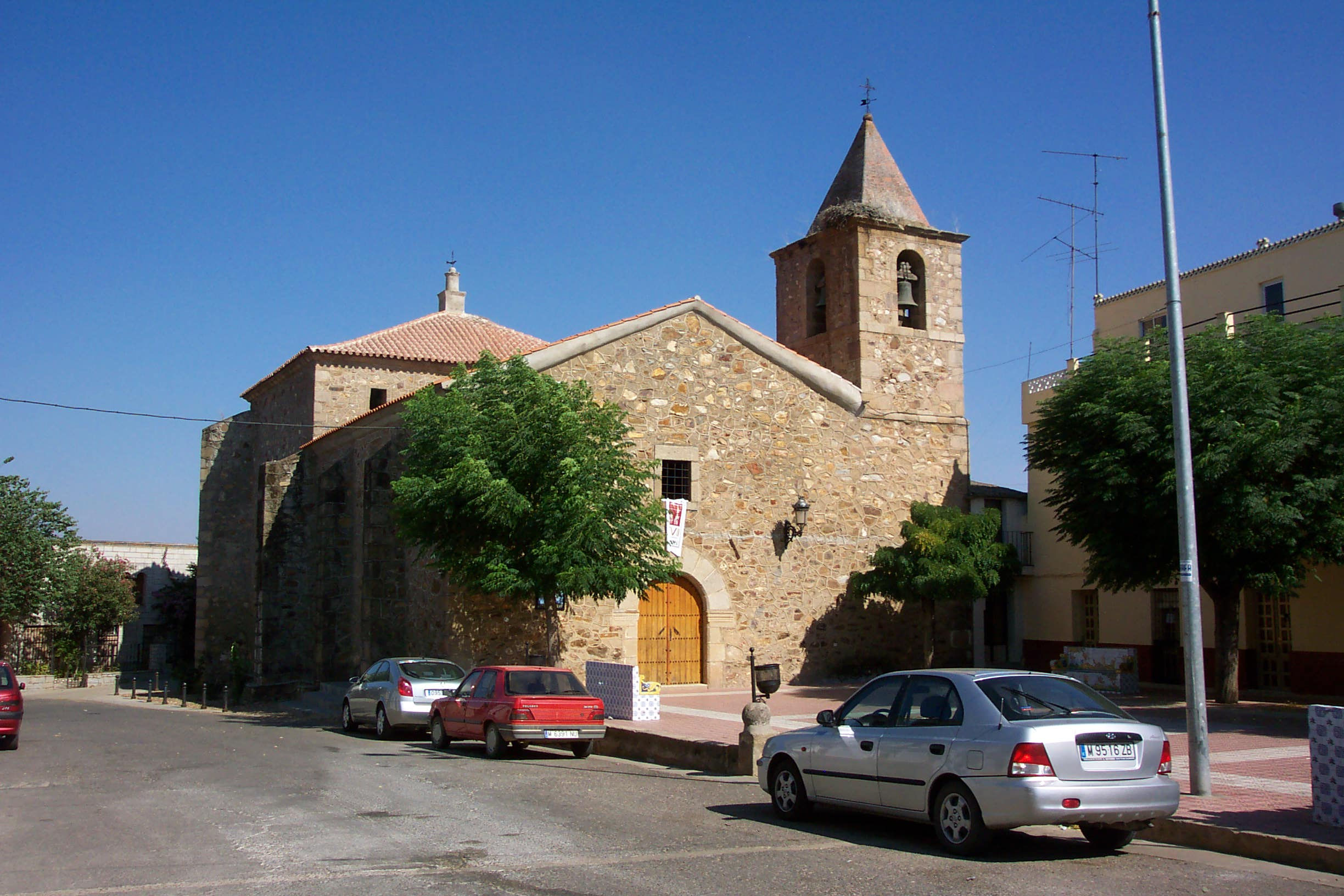
Iglesia parroquial de Cordobilla de Lácara.

Destaca la iglesia de San Pedro Apóstol, en la Archidiócesis de Mérida-Badajoz. Situada en la plaza del pueblo, del siglo XV, sometida posteriormente a numerosas transformaciones, la última hace escasos años. Consta de nave única con cabecera cuadrangular con cúpula. Entre sus contenidos cabe mencionar una talla de factura arcaizante representando a San Juan Bautista, datable en el siglo XVI. Destacar también las tallas en madera de San Justo y San Pastor (los santitos) del siglo XVI, recientemente restauradas, que desde su elaboración en dicho siglo no han salido de la iglesia del pueblo bajo ningún concepto hasta la construcción en los años 60 de la ermita, a la cual se les lleva el primer domingo de mayo en la romería para ofrecerles misa. Actualmente en la iglesia parroquial tras la restauración.

### Ermita de San Justo y San Pastor
La ermita de nueva construcción, se sitúa justamente en la linde de las provincias de Cáceres y Badajoz; en el Cerro de El Santo en la finca privada de El Cuadrado-El Santo. 
Construida en 1965, la ermita quedó a medias sobre lo proyectado por falta de dinero. En las estribaciones del cerro en el que se asienta se realiza la romería en honor de los patronos (Los Santitos) el primer domingo de mayo desde su construcción en 1965, con el permiso explícito de los dueños de la finca. Al empezar a realizarse la romería a mediados de los años 60 tras la construcción de la ermita se dejó de celebrar el tradicional "Jueves de Compadre", siendo sustituida esta fiesta paulatinamente por la celebración de la nueva romería. Se puede acceder a ella exclusivamente ese día con motivo de la celebración de la santa misa en honor de San Justo y San Pastor previa a la fiesta de la romería.
La ermita de San Justo y San Pastor carece valor histórico alguno, debido a su reciente construcción en 1965, y su pobre arquitectura es suplantada por el hermoso entrono en el que asienta. A los pies del Cerro del Santo (que comparten las fincas privadas de El Castillo de Castellanos (CC) y El Santo-El Cuadrado (BA))y sobre el que se levanta la construcción, está el embalse Horno Tejero, que enriquece el paisaje, flora y fauna de la dehesa que la rodea.
La ermita es de fábrica de piedras y mortero, planta cuadrada y cubierta a cuatro aguas de tejas de arcilla roja. Cerrada por casi completo; en el muro Oeste se abre un gran hueco con portón en hierro, en los laterales Norte y Sur solo unos pequeños ventanales circulares. En su acceso (Oeste) se extiende también de piedras y mortero una losa delimitada al Norte por una fábrica que culmina en un pequeño campanario sin acceso alguno.
Para poder acceder a esta nueva construcción en lo alto del cerro entre peñas y jaras los dueños de la finca El Cuadrao-El Santo abrieron un nuevo camino entre la maleza con carácter privado, pero que permite a los romeros y fieles el primer domingo de mayo de cada año acceder a la nueva ermita para celebrar la Santa Misa en honor de los niños mártires, previa a la romería que se celebra en dicha finca.

### Castillo de Castellanos. Sierra de San Pedro
Está situado en una finca privada denominada El Castillo de Castellanos. La referencia histórica de esta fortaleza se vincula a la Orden de Alcántara. Pertenecía en 1300 al linaje de los Valverde, que mantuvieron la propiedad hasta 1477. En este año la adquirió Alonso de Cárdenas, maestre de la Orden de Santiago, y después se sucedió en sus descendientes los condes de la Puebla del Maestre hasta el final del Antiguo Régimen.
La fortaleza se compone de un edificio residencial alrededor del cual se alzó un cerco de murallas en el siglo XV. Actualmente la fortaleza se encuentra en ruinas y se distinguen dos elementos. Primeramente una dependencia potente en parte de sillería y con aspilleras y en segundo lugar un recinto amurallado a más bajo nivel reforzado con 3 cubos cilíndricos.
Es de propiedad privada por lo que no es posible el acceso y su estado ruinoso hace que en la actualidad se use su recinto con fines ganaderos.

## Demografía
Cordobilla de Lácara cuenta con una población de 827 habitantes (INE 2024).
| Gráfica de evolución demográfica de Cordobilla de Lácara entre 1842 y 2021 |
| |
| Población de derecho según los censos de población del INE. Población de hecho según los censos de población del INE.En estos censos se denominaba Cordobilla: 1842, 1857, 1860, 1877, 1887, 1897, 1900 y 1910. |

Antes de la emigración que sufrieron las zonas rurales de Extremadura en los años 60, superaba los 2000 habitantes.
En los últimos años se viene observando una cierta estabilizad en los índices demográficos, manteniéndose la población constante.
En detrimento de pueblos pequeños como Cordobilla de Lácara, son los pueblos mayores o capitales, como Cáceres, Badajoz o Mérida los que acogen en la actualidad a la población de los pueblos menores que salen en busca de trabajo.
Esta emigración próxima, diferente a la experimentada en los años sesenta (dónde el destino eran regiones más distantes y prolíferas, así como países centroeuropeos como Alemania o Francia, permite una población flotante que aumenta los fines de semana y en épocas estivales.
| 1.049 | 1.213 | 1.341 | 1.762 | 1.808 | 2.123 | 2.167 | 1.383 | 1.045 | 975   |
| 1994  | 1998  | 2000  | 2001  | 2002  | 2003  | 2004  | 2005  | 2006  | 2007  |
| 1.014 | 1.030 | 1.038 | 1.047 | 1.026 | 1.030 | 1.048 | 1.023 | 1.008 | 1.010 |

## Pantanos

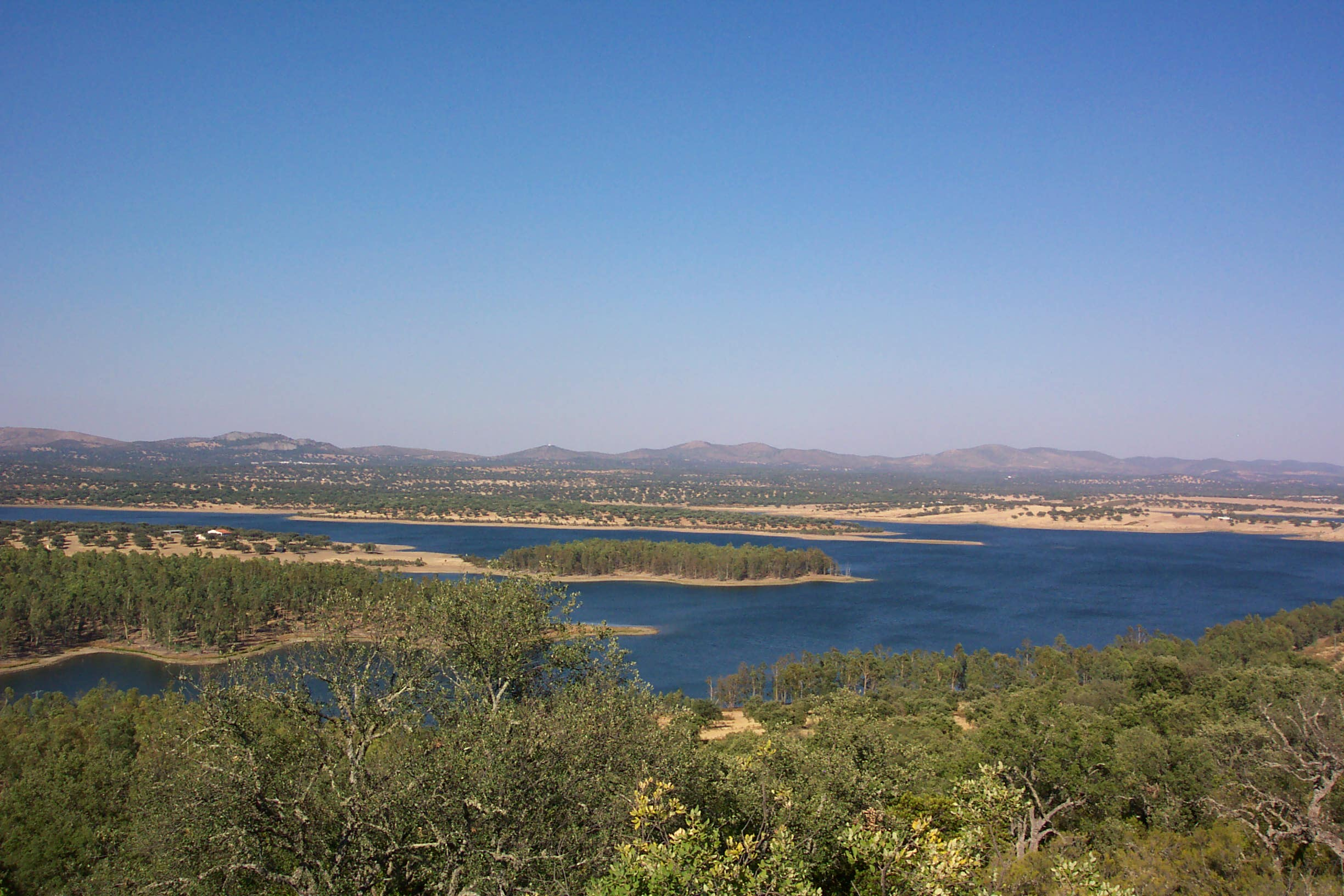
Pantano de Horno Tejero.

A finales de los años 1970 se aprobó la construcción de dos pantanos en el Plan Hidrológico Nacional junto a Cordobilla de Lácara sobre el Río Lácara y uno de sus afluentes. Dichos pantanos, Horno Tejero y Boquerón, fueron inaugurados en 1985. Estas construcciones han cambiado el paisaje original, apareciendo dos grandes lagos en medio de las dehesas próximas. Los pantanos abastecen de agua a la Mancomunidad del Lácara Norte, a la que pertenece Cordobilla de Lácara. No son navegables y el baño está prohibido. La pesca principal son las carpas, lucios y black-bass.
Ambos pantanos, aunque próximos y ligados al municipio cordobillano, abarcan parte de los términos municipales de Mérida y Cáceres, además del de Cordobilla de Lácara.
Los pantanos de Horno Tejero y Boquerón han contribuido a la aparición de nueva flora y fauna que no era propia de la zona, enriqueciendo así la ya abundante variedad natural existente previa a la construcción de las presas. También han fomentado nuevas actividades en la zona como la pesca y el senderismo.

## Cultura

### Gastronomía
Los platos típicos son: cocido extremeño, caldereta de cordero, el gazpacho extremeño y migas extremeñas. Destaca la matanza típica, de donde salen los embutidos típicos como chorizo, lomo, salchichón, patatera, morcilla y jamones. Los dulces típicos son las perrunillas, roscas del candil y pestiños.

### Fiestas y tradiciones
- La Semana Santa. Guarda en la tradición de Los Alabarderos, que custodian las imágenes sagradas en estos días y acompañan en las procesiones del Domingo de Ramos, Jueves Santo, Viernes Santo y Domingo de Resurrección.

Los Alabarderos, que suponen la tradición más antigua que guarda Cordobilla, visten con capas españolas antiguas y portan alabardas, de dónde viene su nombra. Su labor es la de acompañar las imágenes de La Virgen y Cristo en las procesiones de Semana Santa por las calles de la localidad. Y la de custodiar en la Parroquia de San Pedro Apóstol el cuerpo de Cristo durante su muerte. En esta etapa se turnan para la custodia sin dormir durante toda la madrugada. 
En los días de Semana Santa en los que Cristo está muerto la alabarda es llevada boca abajo, bajo la capa y con un lazo negro en señal de duelo. El Domingo de Resurrección, la alabarda es engalanada con ramilletes de flores en su extremo, el cual permanece oculto bajo un pañuelo negro hasta el momento del encuentro entre la imagen del Cristo Resucitado y la de la Virgen. Es en este momento de El Encuentro cuando los alabarderos, en rápido movimiento retiran el pañuelo negro de su lanza para mostrar el ramillete de flores. En ese momento la Virgen es despojada de su manto negro por mujeres del pueblo para mostrar un precioso manto blanco asociado a La resurrección de Cristo.
Los Alabarderos tienen dos figuras llamadas Capitanes, los cuales en vez de portar lanzas, portan escopetas, las cueles disparan salvas de honor en el momento del encuentro. Estas van acompañadas también de disparos por parte de hombres apostados en los balcones de la Plaza de España y el repicar de las campanas.
- La Romería, se realiza en la finca privada de El Cuadrado-El Santo el primer domingo de mayo, con previo permiso de los dueños de la finca en la que se asienta la ermita dedicada a los patronos Santos Justo y Pastor, niños mártires.La romería comienza a celebrarse en 1965 coincidiendo con la finalización de la construcción ese año de la ermita y la realización por parte de los dueños de la finca del camino que da acceso a ella. Su escasa tradición se debe a que Cordobilla de Lácara nunca había tenido ermita hasta ese momento, ni lugar dónde realizar una romería popular como los pueblo vecinos, y porque era costumbre celebrar el Jueves de Compadre como día familiar en el campo. Esto cambió en los años sesenta cuando empieza a cuajar la idea de celebrar una romería popular, al igual que los pueblos vecinos, en honor de los patronos San Justo y San Pastor.

Con autorización expresa de los dueños, y para celebrar la romería cada primer domingo de mayo, se permitió la construcción de la ermita en 1965, así como el acceso dicho día al área reservada para los romeros y la utilización del camino de acceso. Esto permitió que la idea de una romería popular se celebrase en Cordobilla de Lácara.El día anterior a la romería, en el pueblo se celebran actividades festivas como juegos infantiles, carreras de sacos, carreras de cochinos, muestras ecuestres, etc. En la noche del sábado se celebra una concurrida verbena en la Plaza del pueblo, dónde las imágenes de San Justo y San Pastor presiden desde la iglesia parroquial de San Pedro Apóstol con las puertas abiertas.
Ya en la mañana del primer domingo de mayo, los Santitos son sacados en su carroza engalanada y recorren las calles del pueblo seguidos de la multitud y la banda de másica. Sobre las 9 de la mañana y rodeados por fieles y romeros salen camino de la ermita en la finca El Santo. A pesar de los 8 kilómetros que dista del pueblo, la carroza de los niños mártires es seguida por abundantes fieles y romeros, así como por caballos y carrozas temáticas que dan color al recorrido.
Al llegar a la ermita, a las 12 de la mañana, se ofrece misa a los romeros y tras esta comienza la romería en la dehesa, amenizada con verbena popular.
Es costumbre desde su inicio que cada familia o en grupo de varias, se reúnan cada una de ellas en una encina. Cada grupo bajo un encina se conoce como "rancho" y son la base de la romería, ya que no existen ni se permiten casetas ni actividades feriantes. La jornada transcurre de encina en encina saludando a los vecinos, comiendo, bebiendo y bailando. En la actualidad este aspecto familiar en la dehesa se mantiene y se fomenta, guardando así la romería de Cordobilla un carácter tradicional y auténtico.
Con la puesta de sol, sobre las 8 de la tarde, finaliza la romería y los romeros regresan andando tras la carroza de los Santitos entre canciones y música.
Al llegar a la plaza del pueblo, ya de noche, las imágenes de los patronos son levantadas por las gentes de Cordobilla que los llevan en volandas hasta la iglesia parroquial. Es un momento muy emotivo lleno de cánticos y emociones.
Los responsabilidad y organización de los actos que se desarrollan, así como de la preparación de las imágenes, de la carroza que las traslada, la limpieza de la ermita y de la dehesa tras la romería, la verbena popular que se celebra, y adquirir los permisos necesarios, recae en la Comisión de la Romería, organización formada por vecinos voluntarios que cambia de miembros cada varios años. Esta organización nace junto con la romería en 1965.
La Comisión de la Romería al ser una asociación privada no gubernamental y carente de subvención alguna organiza a lo largo del año actos para recaudar fondos con los que poder mantener así la celebración de la romería. Es gracias a estos voluntarios y organizadores que la fiesta ha perdurado, adquiriendo gran relevancia no solo en el ámbito local, sino también comarcal.
- Los Santitos son las fiestas patronales. Las fiestas patronales van del 5 al 8 de agosto, siendo el día 6 el día de Los Santitos San Justo y San Pastor.

Antiguamente el día 4 de agosto se celebraba la Feria del Ganado, dónde vecinos y visitantes compraban y vendían ganado. Con el paso del tiempo y el abandono paulatino de las labores de labranza tradicionales, dependientes de animales, esta Feria dejó de celebrase hasta caer en el olvido.
- La Chaquetía, el 1 de noviembre.
- Nochebuena, el 24 de diciembre. Los quintos del pueblo realizan una gran hoguera en la plaza del pueblo donde en familia todos se reúnen.

Otra tradición local es la del Jueves de Compadre, un día de campo donde se reúnen las familias a pasar el día bajo las encinas y alcornoques. Esta tradición se perdió en los años 1960 tras la construcción en las proximidades de la ermita dedicada a los Santos Patronos San Justo y San Pastor, en la finca El Cuadrado-El Santo con el consentimiento de los dueños para que se realizase allí un día al año la romería.
En el Jueves de Compadre las familias caminado o en carros se dirigían a los campos próximos dónde trabajaban los vecinos de Cordobilla. Allí pasaban el día entre alcornoques y encinas reunidos en varias familias. Al atardecer regresaban al pueblo cada grupo de las distintas zonas dónde habían pasado la jornada campera para reunirse todos los vecinos en el pueblo y proseguir la festividad.
Las bodas típicas se siguen celebrando con El Chocolate, reunión en días previos a la boda en la que las familias de los novios, ayudadas por familiares y cercanos invitan a chocolate y dulces caseros tradicionales elaborados artesanalmente. Antiguamente se bailaba La Daga; jota propia de la zona reservada para bodas en honor del nuevo matrimonio. Mientras se baila esta jota delante de los recién casados, los invitados pasan dejando sus regalos.
Tras la celebración de la boda, los dulces caseros, como pestiños, roscas del candil, etc. sobrantes son compartidos con familiares e invitados, a los que se  obsequia con dichos manjares.
Los Carnavales tienen gran tradición en Cordobilla de Lácara, con comparsas y máscaras. Hay desfile de carnaval donde las comparsas y grupos menores desfilan. Dentro de esta festividad previa a la Cuaresma se celebra el martes de carnaval lo que popularmente se conoce como "día del agua". Este día los mozos pasean cargados con cubos de agua en busca de mozas a las que arrojársela. Los vecinos hacen una batalla de agua por todas las calles del pueblo.